# Bailliage de Merzig et Saargau
Pour les articles homonymes, voir Merzig et Saargau.
Le bailliage de Merzig et Saargau (anciennement Mertzick et Sargaw) est une ancienne entité dépendante de l'électorat de Trèves et du duché puis de la province de Lorraine. Qui était dépourvu d'existence de facto.

## Géographie
La Sarre le traversait, le bailliage de Bouzonville et le Trévirois l'enclavait (mais celui-ci seulement au nord).
Cette région était plus abondante à la gauche de la Sarre qu'à la droite. Produisant peu de froment, assez de seigle et beaucoup d'orge.

## Histoire
Le pays de Merzig et Saargau formait un bailliage qui n'était pas comme ceux que Stanislas Leszczynski créa en Lorraine par son édit de juin 1751.
Il était rattaché au diocèse de Trèves (pour le spirituel). Et était indivis, depuis plusieurs siècles, pour la souveraineté et les autres droits, entre la Lorraine et l'électorat de Trèves, lorsque l'exercice de ce pouvoir commun fut réglé par une transaction passée le 30 juillet 1620 et confirmé le 4 décembre 1623. 
Le bourg de Merzig, chef-lieu de mairie, était composé de 325 maisons occupées par 380 feux en 1779.
La juridiction de première instance était exercée à Merzig par le Vogt-Mayer (ou Haut-Maire) de Merzig et Saargau. Que le Roi et l'Électeur nommaient alternativement. Il y avait un procureur-fiscal. On suivait dans les jugements, le droit écrit et les usages d'Allemagne. 

Les appels de cette juridiction commune, se portaient devant deux commissaires nommés, l'un par le Roi et l'autre par l'Électeur (et appelés juges d'appel ou cour supérieure).
Le pays de Merzig et Saargau fut partagé entre la France et l'état de Trèves par la convention du premier juillet 1778, ratifiée le quatre septembre suivant.

## Composition

### Partie Merzig
Cette partie était à droite de la Sarre et comprenait : Le bourg de Merzig, Bachem, Bitzen, Harling, Menning, Mettloch et Keuching.

### Partie Saargau
Cette autre partie, à gauche de la même rivière, était divisé en deux mairies : 
- La haute-Mairie, composée de Hilbring (chef-lieu), Mondorff, Fitten, Silving, Ripling, Reich et Balleren.
- La basse-mairie, composée de Schwemling (chef-lieu), Schanck, Stadt, Buchdorff, Wehing, Welling, Betting, Buding et Weiller.

## Source
- M. Durival, Description de la Lorraine et du Barrois, Tome second, 1779.